# Улица Мартына Межлаука (Казань)
Улица Мартына Межлаука (улица Межлаук, тат. Мартын Межлаук урамы, Martın Mejlauk uramı) — улица в историческом центре Казани. Названа в честь революционера Мартына Межлаука.

## География
Начинаясь от Романовского моста и Лево-Булачной улицы, пересекает Московскую улицу, и прерывается у Колхозного рынка; вновь начинается от улицы Бурхана Шахиди, пересекает улицы Нариманова и Ямскую и заканчивается у железной дороги.

## История
Улица возникла на территории Ямской слободы, и первоначально имела название Большая Варламская улица (реже: Поперечно-Ямская), по одноимённой церкви, располагавшейся на месте Колхозного рынка; в 1914 году постановлением Казанской городской думы западная часть улицы была переименована в Сусанинскую улицу, однако фактически переименование не состоялось. 23 сентября 1924 года переименована в улицу Межлаука, однако во второй половине 1930-х переименована в Колхозную улицу, предположительно по колхозному рынку Сталинского района. Современное название было присвоено 11 января 1961 года.
До революции 1917 года административно относилась ко 2-й полицейской части. После революции относилась ко 2-й милицейской части, Сталинскому, Дзержинскому, Бауманскому и Вахитовскому (с 1994 года) районам.

## Примечательные объекты
- № 1/44 — здание Реального училища, 1878 год (архитектор Христофор Пашковский).[18] Во время немецко-советской войны в здании располагался эвакуационный госпиталь № 996.[19] Ныне занято институтом психологии и образования Казанского университета.
- № 2/42 — жилой дом управления Казанской железной дороги, 1949—1952 гг. (архитектор Ахмет Субаев).[20]
- № 3 — Высшая школа иностранных языков и перевода Казанского университета.
- № 6/43 — дом Свечникова (1878 года, архитектор Павел Аникин, снесён в 2002 году).[21] В этом здании в годы Первой мировой войны располагалось 9-е отделение лазарета общества Красного Креста.[22]
- № 13 — Центральный (Колхозный) рынок.
- № 28 — древлеправославный христианский молитвенный храм Ямской слободы во имя казанских чудотворцев.[23]
- № 28 к1 — здание цеха ткацкой фабрики Шогиной, XIX век.[24]
- № 30/11 — жилой дом Казанского отделения ГЖД.[25]

До революции на улице располагались Варламовская церковь (снесена в 1930-е годы), реальное училище, лечебница для туберкулёзных больных, Александровское ремесленное училище. В середине XX века на улице располагались колхозный рынок, педагогический институт, транспортная контора Горпищеторга (позже — треста «Росглавхлеб», № 20), республиканская база управления «Текстильсбыт» (позже — «Главтекстиль», № 9), артели «Соревнование» (№ 11), «Казпищепром» (№ 16/21), контора управления буфетов и ресторанов КазЖД, ресторан станции Казань, народные суды 2-го и 4-го участков Дзержинского района, пункт оргнабора рабочих при СМ ТАССР (№ 20) и другие организации.

## Транспорт
Общественный транспорт ходил по улице в 1970-е – 1980-е годы (автобусы № 11, площадь Куйбышева – Ново-Савиново и № 19, улица Можайского – площадь Куйбышева), и в 2000-е годы (маршрутка № 69, посёлок Северный – театр имени Камала). Ближайшие остановки общественного транспорта: «педагогический университет» (автобус, троллейбус) и «Колхозный рынок» (на улицах Московской и Бурхана Шахиди, автобус, троллейбус, трамвай). Ближайшие станции метро — «Кремлёвская» и «Площадь Тукая».

## Известные жители
На улице проживали композитор Салих Сайдашев (в 1916-1919 годах) и благотворитель Асгат Галимзянов.